# Notre-Dame-de-Briançon
Notre-Dame-de-Briançon era una comuna francesa que estaba situada en el departamento de Saboya, de la región de Auvernia-Ródano-Alpes, que en 1972 se fusionó con las comunas de Celliers, Doucy, Naves, Petit-Coeur y Pussy, formando la nueva comuna de La Léchère.

## Demografía
| Gráfica de evolución demográfica de Notre-Dame-de-Briançon entre 1793 y 1968 |
|                                                                              |
| Datos según el nomenclátor publicado por la EHESS/Cassini.                   |